# Discodorididae
Die Discodorididae sind eine Familie der Sternschnecken in der Unterordnung der Nacktkiemer. Es handelt sich um meist mittelgroße, gehäuselose Schneckenarten, die Schwämme fressen.

## Merkmale
Die Discodorididae haben einen breiten, flachen Körper mit einem ovalen Umriss und einem weit ausgebreiteten Mantel. Der Rücken ist weich und mit sehr vielen kleinen, skleritenreichen Höckerchen, den Tuberkeln, bedeckt. Durch Autotomie von Randstücken des Mantels können Fressfeinde abgelenkt werden. Das Propodium ist zweilappig mit einem in der Mitte oft eingekerbten vorderen Lappen. Der Kopf trägt fingerartige Mundfühler. Die beiden weiter hinten sitzenden Fühler, die Rhinophoren, sind lamelliert. Der um den After am Rücken angeordnete Kiemenkranz kann vollständig in die Kiementaschen zurückgezogen werden.
Die Schnecken haben eine schmale Radula mit hakenförmigen, meist glatten Seitenzähnen, wobei die Randzähne auch gezähnelt oder kammförmig sein können. Kiefer fehlen ebenso wie eine Pumpe zum Einsaugen der Nahrung.

## Lebensweise
Die Discodorididae fressen vor allem Krustenschwämme, deren Fleisch mit der Radula abgeraspelt wird.
Wie andere Sternschnecken sind die Discodorididae Zwitter und begatten sich gegenseitig mit ihren meist unbewehrten Penissen. Sie legen ihre Eier in Eischnüren ab, aus denen zahlreiche Veliger-Larven schlüpfen, die sich von Plankton ernähren und nach einer längeren pelagischen Phase zu kleinen Sternschnecken metamorphosieren.

## Verbreitung
Zu den Discodorididae gehören unter anderen die an der nordamerikanischen Pazifikküste lebende „pazifische Meerzitrone“ Peltodoris nobilis und die scharlachrote Rostanga elandsia der südafrikanischen Küste.
Von der brasilianischen Atlantikküste sind 13 Arten der Familie bekannt, darunter Discodoris branneri und die 2013 neu beschriebene Art Jorunna spongiosa.
Auch in der Karibik und im Mittelmeer sind Arten der Familie Discodorididae zu finden.

## Systematik

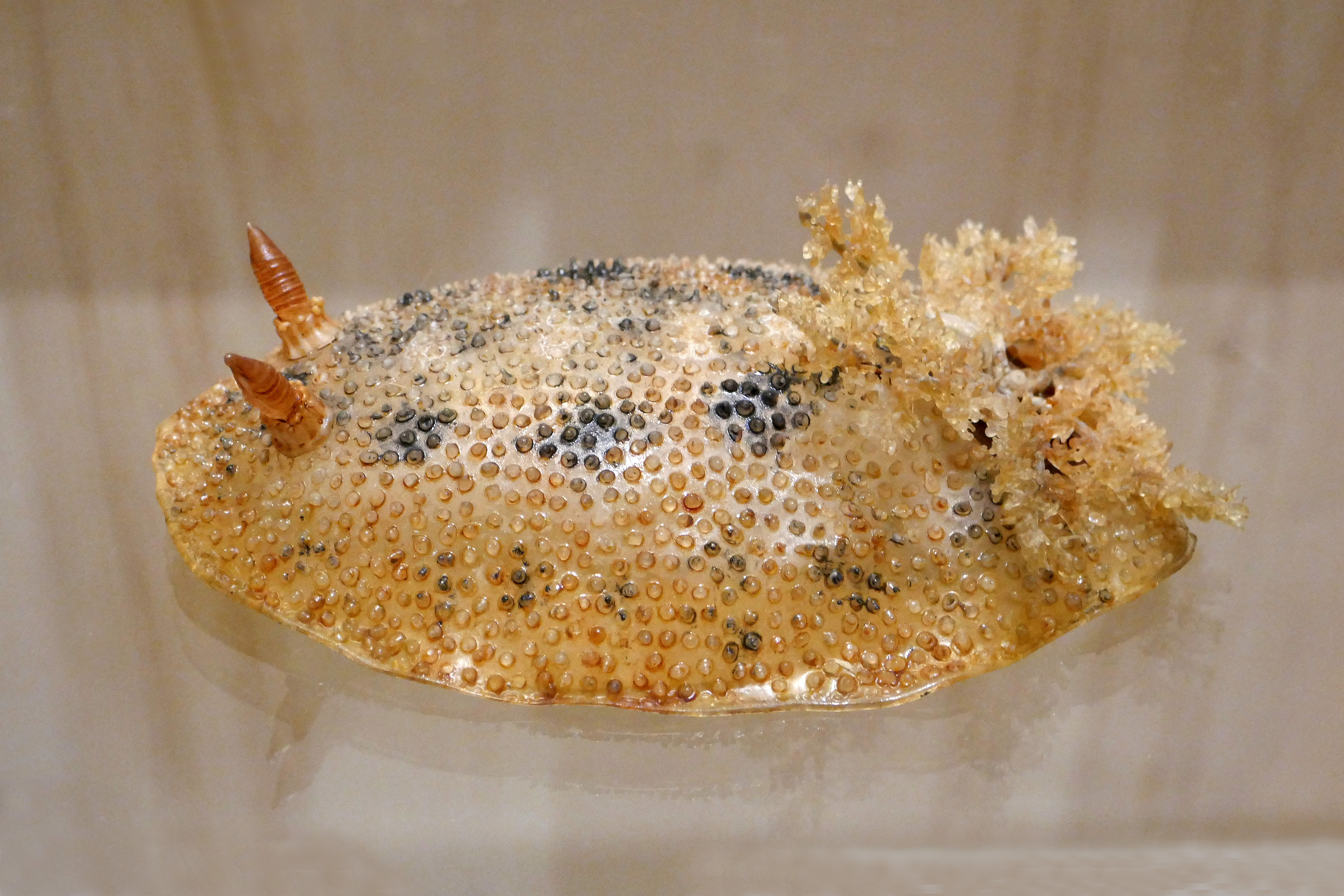
Glasmodell einer Sebadoris fragilis
aus der Gattung Sebadoris

Nach Bouchet und Rocroi (2005) ist die Familie der Discodorididae eine von vier Familien in der Überfamilie Doridoidea. Zur Familie gehören 28 Gattungen:
- Alloiodoris Bergh, 1904
- Aporodoris Ihering, 1886
- Argus Bohadsch, 1761
- Asteronotus Ehrenberg, 1831
- Atagema Gray, 1850
- Baptodoris Bergh, 1884
- Carminodoris Bergh, 1889
- Diaulula Bergh, 1878
- Dictyodoris Bergh, 1880
- Discodoris Bergh, 1877
- Gargamella Bergh, 1894
- Geitodoris Bergh, 1891
- Halgerda Bergh, 1880
- Hiatodoris Dayrat, 2010
- Hoplodoris Bergh, 1880
- Jorunna Bergh, 1876
- Montereina MacFarland, 1905
- Nophodoris Valdés & Gosliner, 2001
- Paradoris Bergh, 1884
- Peltodoris Bergh, 1880
- Platydoris Bergh, 1877
- Rostanga Bergh, 1879
- Sclerodoris Eliot, 1904
- Sebadoris Er. Marcus & Ev. Marcus, 1960
- Taringa Er. Marcus, 1955
- Tayuva Er. Marcus & Ev. Marcus, 1967
- Thordisa Bergh, 1877
- Thorybopus Bouchet, 1977